# Obiekt (psychologia)
Obiekt lub obiekt popędu – wyobrażenie lub reprezentacja osoby czy rzeczy, najczęściej reprezentacja pierwszej osoby znaczącej, głównie matki. W psychoanalizie klasycznej funkcją obiektu jest umożliwienie rozładowania popędu. W teoriach relacji z obiektem obiekt pełni znaczącą funkcję w rozwoju ja. Dla kilkumiesięcznego czy kilkuletniego dziecka najważniejszym obiektem jest matka lub inny opiekun. Kilkumiesięczne dziecko nie dostrzega różnicy pomiędzy ja a obiektem.

## Rodzaje obiektów popędu
- obiekt pierwotny (ang. primary object) – w psychoanalizie – pierwszy obiekt popędu w rozwoju libidalnym niemowlęcia. Jest to zazwyczaj matka lub pierś matki[1]
- obiekt przejściowy (ang. transitional object) – w psychoanalizie – dobrze znany obiekt, na przykład rąbek kocyka, który daje dziecku w wieku 4-12 miesięcy poczucie ukojenia, zwłaszcza podczas zasypiania. Pojęcie to wprowadził Donald Woods Winnicott (1896-1971). Późniejsi autorzy interpretowali to pojęcie nieco inaczej[1].

- obiekt całościowy (ang. whole object) – w analizie kleinowskiej – każda osoba lub inna całość, która służy jako obiekt popędu zaspokajający popęd seksualny innej osoby. Jest odróżniany (przez analityków kleinowskich) od obiektu częściowego. Pierwszym obiektem całościowym w życiu człowieka jest zazwyczaj matka[1].
- obiekt częściowy (ang. part object) – w analizie kleinowskiej – każda część osoby służąca jako obiekt popędu zaspokajający popęd seksualny innej osoby. Pierwszym przykładem obiektu częściowego w rozwoju człowieka jest pierś matki[1].

- obiekt self  albo   selfobiekt  (ang. self-object) – w psychologii self – subiektywne przeżywanie drugiej osoby, która w ramach relacji społecznej spełnia rolę podtrzymującą w stosunku do self, wzbudzając i wzmacniając samodoświadczanie self[1].